# La Femme du gardien de zoo
Pour plus de détails, voir Fiche technique et Distribution.
La Femme du gardien de zoo (The Zookeeper's Wife) est un film américano-britanno-tchèque adapté du livre The Zookeeper's Wife de Diane Ackerman et réalisé par Niki Caro, sorti en 2017.
Le long-métrage raconte l'histoire vraie du couple Jan et Antonina (pl) Żabiński, qui a sauvé la vie de 300 juifs des Allemands pendant la Seconde Guerre mondiale en les cachant dans leur zoo. Présenté en première mondiale à Varsovie, lieu où se déroule l'action du film, le 8 mars 2017, La Femme du gardien de zoo sort en salles aux États-Unis en mars 2017 et au Royaume-Uni le mois suivant et obtient un accueil mitigé de la part des critiques, mais est bien accueilli par le public. Au box-office, il a rapporté 26,1 millions $ de recettes mondiales. Il sort directement en vidéo en France le 21 novembre 2017.

## Synopsis
Jan Żabiński et son épouse Antonina sont les gardiens du zoo de Varsovie, l'un des plus grands et prolifiques dans l'Europe des années 1930. Dans le calme mois d'août 1939, Antonina se promène à vélo en saluant un hippopotame, des chevaux, des bisons, suivie fidèlement par Adam, un petit chameau, avant d'ouvrir les grilles du zoo avec Jerzyk, un autre gardien du zoo. Une foule s'est déjà rassemblée pour voir les nombreuses espèces exposées. Jan est le directeur du zoo et fait face aux avances méprisantes, mais envieuses d'un collègue, le docteur Lutz Heck, chef du zoo de Berlin nommé par Adolf Hitler pour être son zoologiste en chef. Le 1er septembre 1939, Antonina et son fils Ryszard assistent choqués au bombardement de Varsovie alors que les forces allemandes prennent d'assaut la Pologne. Le zoo n'est pas épargné et plusieurs animaux sont tués durant l'attaque, tandis que d'autres s'échappent des lieux. Alors que la résistance polonaise s'effondre dans des conditions extrêmes, Lutz Heck arrive au zoo, persuadant Antonina de le laisser sauver ses animaux pris comme un «prêt» et en lui promettant de les ramener à Varsovie à la fin de la guerre, ce qu'il pense être pour bientôt. Avec le début de l'hiver, Heck revient avec des soldats nazis, mais cette fois pour abattre les animaux restants, qui, dit-il, mourront dans le froid. Quelque chose de sombre a envahi Heck, révélé dans le plaisir froid qu'il prend en abattant un aigle avec son arme, puis disant nonchalamment à un assistant de l'empailler. Il devient évident que Heck a commencé à garder un œil subtil et romantique sur Antonina.

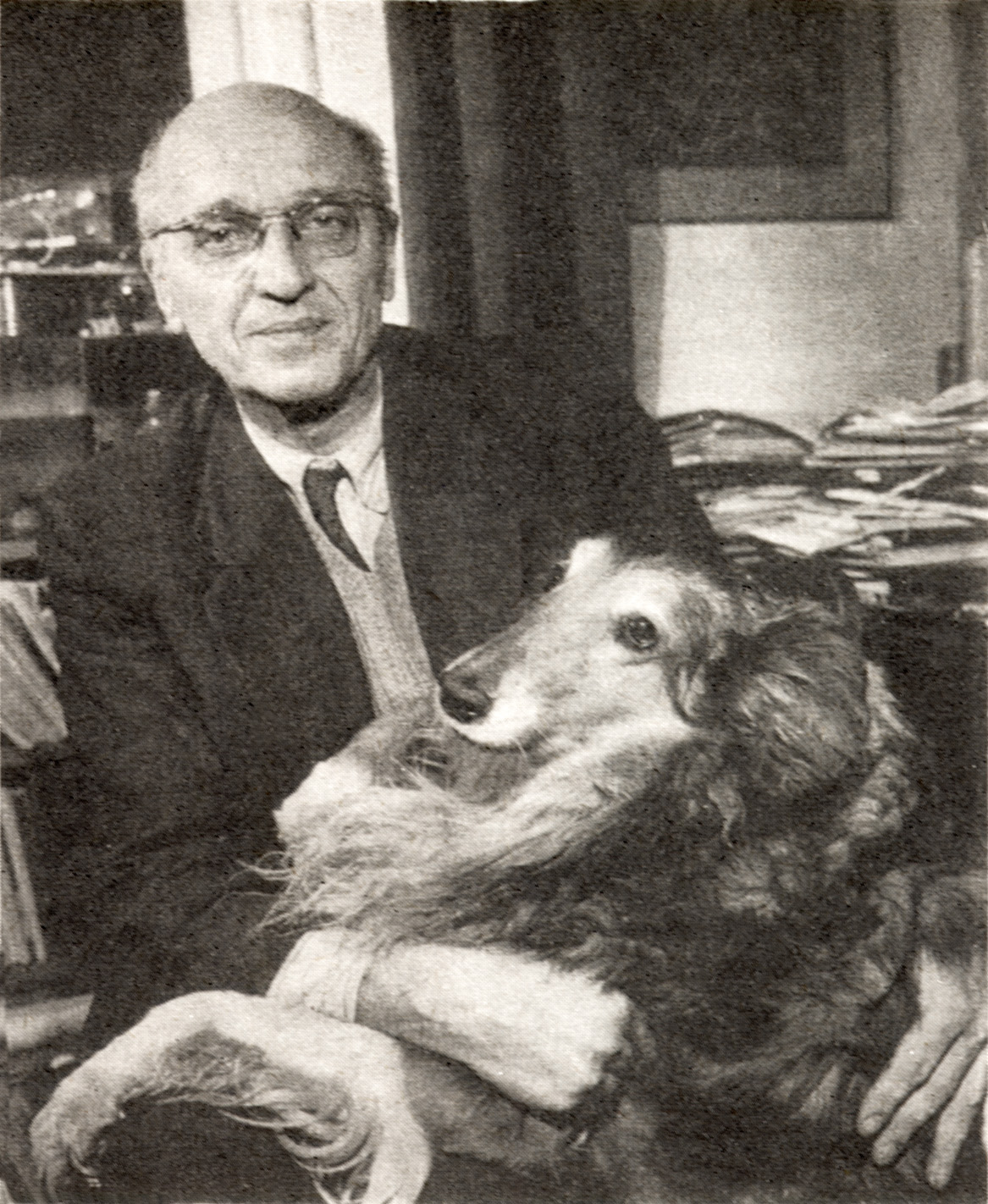
Photo de Jan Żabiński, issue d'un magazine en 1967.

Varsovie devient le théâtre de la vindicte nazie, quand les magasins appartenant à des Juifs sont fermés et quand les Juifs sont rassemblés dans le ghetto. Portant des brassards marqués d'une étoile de David, Maurycy Fraenkel et Magda Gross, un couple ami des Żabiński, cherchent un havre de paix, pas pour eux-mêmes mais pour la collection d'insectes d'un autre ami. Antonina fait une offre inhabituelle pour abriter Magda dans un grenier. Jan et Antonina font un point sur ce que signifierait de défier des Allemands et à quel point ce serait dangereux : ils peuvent être abattus simplement pour avoir offert un verre d'eau à un juif. Mais ils se rendent compte que dans leur zoo, ils peuvent sauver une vie. Magda Gross est la première. Avec la fermeture définitive du zoo, Jan et Antonina rencontrent Heck, qui a établi son siège à Varsovie. Les Żabiński font une proposition audacieuse pour transformer le zoo en ferme porcine. Secrètement, ils espèrent aider les Juifs en apportant de la nourriture dans le ghetto, mais ils disent à Heck qu'avec des cochons, ils peuvent aider à nourrir les forces d'occupation allemandes. Intrigué, Heck cherche également une maison pour ses expériences sur les aurochs comme un symbole du Reich. Il accepte l'idée de ferme porcine. 
Jan commence à récupérer les déchets du Ghetto pour nourrir les cochons, puis la vue de Juifs affamés est pour lui choquante et insupportable. Jan commence à travailler avec l'armée clandestine afin d'aider les Juifs du ghetto à fuir vers des refuges et dans d'autres parties du pays. Il les cache dans son camion à ordures, les amène au zoo, où ils se cachent dans des cages d'animaux menant à des tunnels et à l'intérieur de la maison des Żabiński. Après une certaine inquiétude, Antonina accepte d'aider. Ce n'est pas facile pour elle au début, mais elle a un don avec des créatures effrayées et apprend à réconforter même les personnes les plus terrifiées. Tout en essayant de sauver un groupe de juifs, Jan découvre une jeune fille, Urszula, qui vient d'être violée par deux gardes nazis. Jan cache Urszula dans son camion et la faufile dans le zoo. Alors qu'Urszula est traumatisée et refuse de parler, Antonina l'apprivoise lentement en lui racontant l'histoire de sa propre enfance difficile et en lui donnant un bébé lapin. Urszula finit par perdre sa peur et devient une invitée de la famille secrète des Juifs cachés.

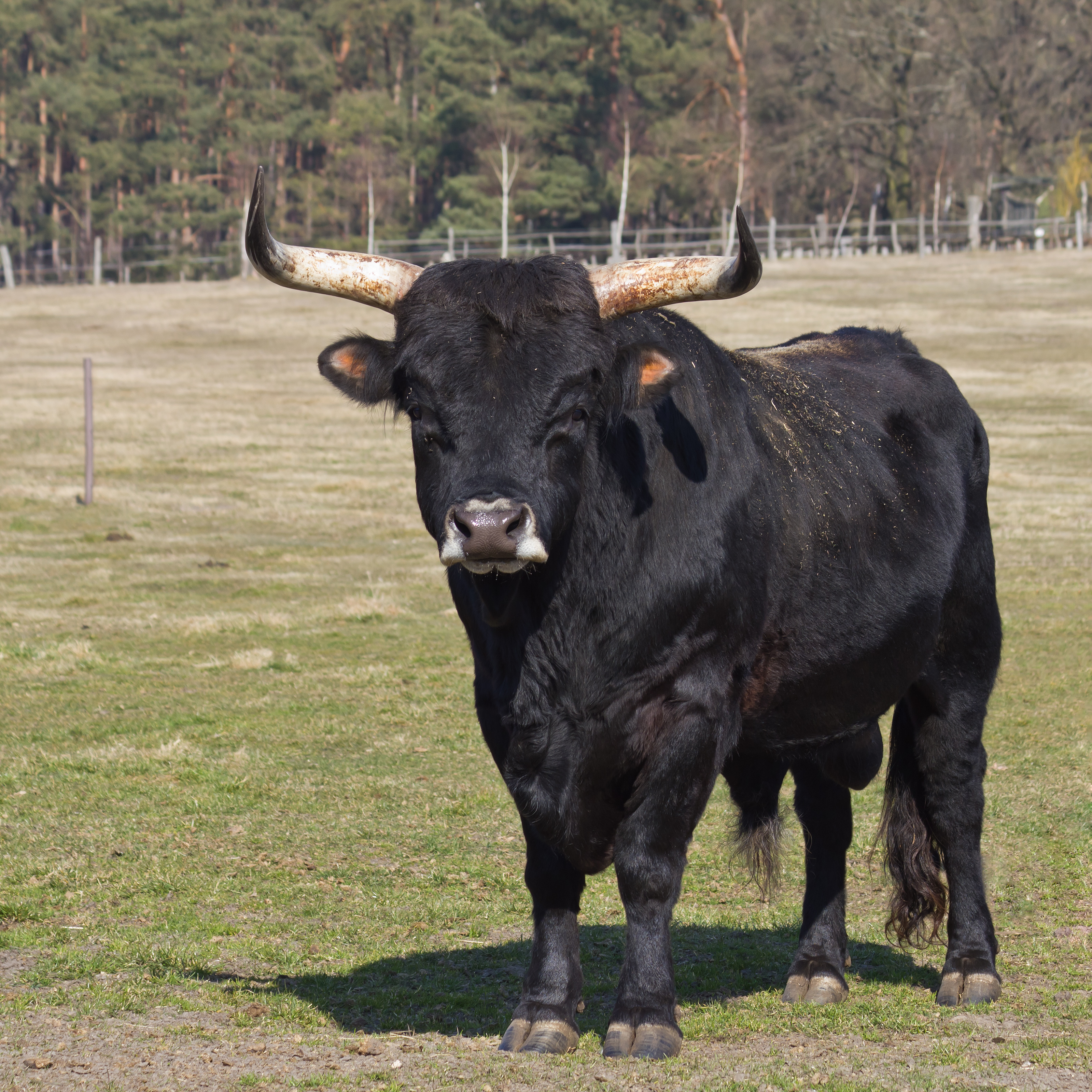
Photo récente d'un aurochs de Heck mâle prise dans un zoo en Allemagne.

Les Żabiński continuent à faire sortir les Juifs du ghetto, à les cacher dans le zoo ou à les déguiser en aryens en leur décolorant les cheveux et en les emmenant au refuge. Cependant, en 1942, les Allemands commencent à déporter les Juifs vers les camps de la mort. Jan est dévasté de voir des jeunes enfants placés dans des wagons à bestiaux pour être emmenés dans les camps. Ces derniers tendent la main, ne lui laissant d'autre choix que de les aider à monter dans un wagon à bestiaux, sous les yeux de la police allemande.
En 1943, deux femmes sauvées par Jan et déguisées en aryennes par Antonina sont arrêtées et exécutées dans une rue de Varsovie. Plusieurs mois plus tard, après un soulèvement manqué, les Allemands annoncent leur intention de liquider le ghetto. Cela se passera à l'anniversaire de Hitler, qui tombe également la première nuit de la Pâques. Alors que les Juifs du zoo célèbrent tristement un Séder de Pessa'h en secret, les Allemands brûlent le Ghetto, tuant tous les Juifs restant à l'intérieur. Plusieurs mois plus tard, Antonina tombe enceinte et donne naissance à une petite fille, que Ryszard nomme Teresa. Alors que l'attirance de Heck pour Antonina s'approfondit, et alors qu'elle lutte pour le repousser tout en gardant leurs «invités» secrets, Jan participe à l'insurrection de Varsovie, dans lequel il reçoit une balle dans le cou et est capturé. Antonina ignore si Jan est encore en vie et où il a été emmené.
En janvier 1945, avec l'avance des troupes soviétiques, les Allemands amorcent leur retrait du territoire polonais et commencent à évacuer Varsovie. Dans une dernière tentative pour trouver Jan, Antonina rend visite à Heck pour obtenir son aide. Heck refuse, révélant qu'il a déjà entendu Ryszard dire « Hitler ist kaputt » et accuse Antonina d'activité de résistance. Heck s'en prend à Antonina et tente de l'agresser sexuellement. C'est alors qu'il se rend compte qu'elle ne le veut pas, qu'il la rebute. Elle lui a toujours menti. Antonina s'échappe au zoo, avertissant ses invités juste à temps pour leur évasion. Magda emmène Teresa avec elle tandis qu'Antonina cache Ryszard au sous-sol, sachant que Heck reviendra. Heck arrive en furie avec ses hommes, faisant irruption dans le sous-sol de la villa et découvrant, enfin, des dessins secrets sur les murs : des étoiles de David jaunes et des dates, et des images d'invités juifs cachés dessinés avec des visages d'animaux. En représailles furieuses, Heck poursuit Ryszard à travers le tunnel du lion du sous-sol et à l'extérieur et parvient à le saisir sous la menace d'une arme. Antonina supplie Heck de ne pas tuer Ryszard mais il traîne le garçon et un coup de feu retentit. Antonina s'effondre en sanglots. Mais Ryszard revient soudainement, victime d'un canular cruel. Heck quitte définitivement le zoo et Antonina et Ryszard rejoignent la longue marche de Varsovie, emportant avec eux le lapin et l'un des sujets d'essai de Heck, un jeune bison. En quittant leur maison, et alors que la ville est libérée, ils libèrent le bison dans les bois.
Quatre mois après la reddition nazie, Varsovie commence à être reconstruite. Antonina, Ryszard et Teresa reviennent. Le zoo est terriblement endommagé mais toujours debout. Jerzyk, leur loyal gardien de zoo, est là pour les accueillir. Le printemps arrive et ils commencent à reconstruire, et avec l'aide d'Urszula, Magda et Maurycy. Alors que les oiseaux reviennent et que la vie reprend, Antonina lève les yeux pour voir Jan, ayant survécu dans un camp de prisonnier, rentrer chez lui. Antonina court dans ses bras. Par la suite, Les Żabiński peignent des étoiles de David sur toutes les cages du zoo.
Après cette scène, on apprend que 300 Juifs ont été sauvés par les Żabiński dans leur zoo. Lutz Heck est retourné à Berlin, où son zoo a été détruit par les bombardements alliés. Ses efforts pour recréer des aurochs disparus ont échoué. Les Żabiński furent finalement reconnus par le Mémorial de Yad Vashem pour leurs actes justes et leur défiance contre les Allemands et ont reconstruit leur zoo, qui reste ouvert à ce jour.

## Fiche technique
- Titre original : The Zookeeper's Wife
- Titre français et québécois : La Femme du gardien de zoo
- Réalisation : Niki Caro
- Scénario : Angela Workman, d'après le livre éponyme de Diane Ackerman
- Direction artistique : Jan Kalous, Dan Taylor et Magdalena Zemanovà
- Décors : Suzie Davies et Charlotte Watts
- Costumes : Bina Daigeler
- Photographie : Andrij Parekh
- Montage : David Coulson
- Musique : Harry Gregson-Williams
- Casting : Elaine Grainger et Maya Kvetny
- Production : Jeff Abberley, Diane Miller Levin, Jamie Patricof et Kim Zubick

Coproduction : Katie McNeill
Production exécutive : Julia Blackman, Marc Butan, Jessica Chastain, Mickey Liddell, Jennifer Monroe, Joanne Sennitt, Phil Shilaimon, Michael et Robbie Tollin et Kevan Van Thompson
- Sociétés de production : Scion Films, Czech Anglo Productions, LD Entertainment et Rowe / Miller Productions
- Sociétés de distribution : Focus Features (États-Unis), Universal Pictures International (Royaume-Uni), Universal Pictures Video (France)
- Budget : 20 millions $[3]
- Pays d'origine :  États-Unis,  République tchèque,  Royaume-Uni
- Langue originale : anglais
- Format : couleur — 2,35:1 — son Dolby Digital
- Genre : Biographie, drame, historique, guerre
- Durée : 124 minutes
- Date de sortie :
  - Pologne : 7 mars 2017 (première mondiale à Varsovie) ; 24 mars 2017 (sortie nationale)
  - États-Unis, Canada : 31 mars 2017 (sortie limitée) ; 7 avril 2017 (sortie nationale aux États-Unis uniquement)
  - Royaume-Uni : 28 avril 2017
  - France : 23 avril 2017 (vidéo à la demande), 7 septembre 2017 (première au Festival de Deauville[4]), 21 novembre 2017 (sortie directement en DVD et Blu-ray[2],[5])
- Public : PG-13 aux États-Unis[6], tous publics en France[2]

## Distribution
- Jessica Chastain (VF : Rafaèle Moutier ; VQ : Aline Pinsonneault) : Antonina Żabiński (pl)
- Johan Heldenbergh (VF : Christian Gonon ; VQ : Louis-Philippe Dandenault) : Jan Żabiński
- Daniel Brühl (VF : Jochen Hägele ; VQ : Nicolas Charbonneaux-Collombet) : Lutz Heck
- Michael McElhatton (VF : Stefan Godin ; VQ : Frédéric Desager) : Jerzyk
- Iddo Goldberg (VF : Patrick Mancini ; VQ : Adrien Bletton) : Maurycy Fraenkel
- Goran Kostić : M. Kinszerbaum
- Val Maloku : Ryszard Żabiński
- Tim Radford : Ryszard Żabiński (jeune)
- Martin Hofmann (VF : Xavier Fagnon) : Szymon Tenenbaum (pl)
- Efrat Dor (VF : Sandrine Moaligou) : Magda Cross
- Roman Vejdovec (VF : Norbert Haberlick) : l'officier allemand senior
- Arnošt Goldflam (en) : Janusz Korczak
- Shira Haas : Urszula
- Martha Issová (en) : Regina Kenigswein
- Slavko Sobin : Mr. Keller

Acteurs principaux
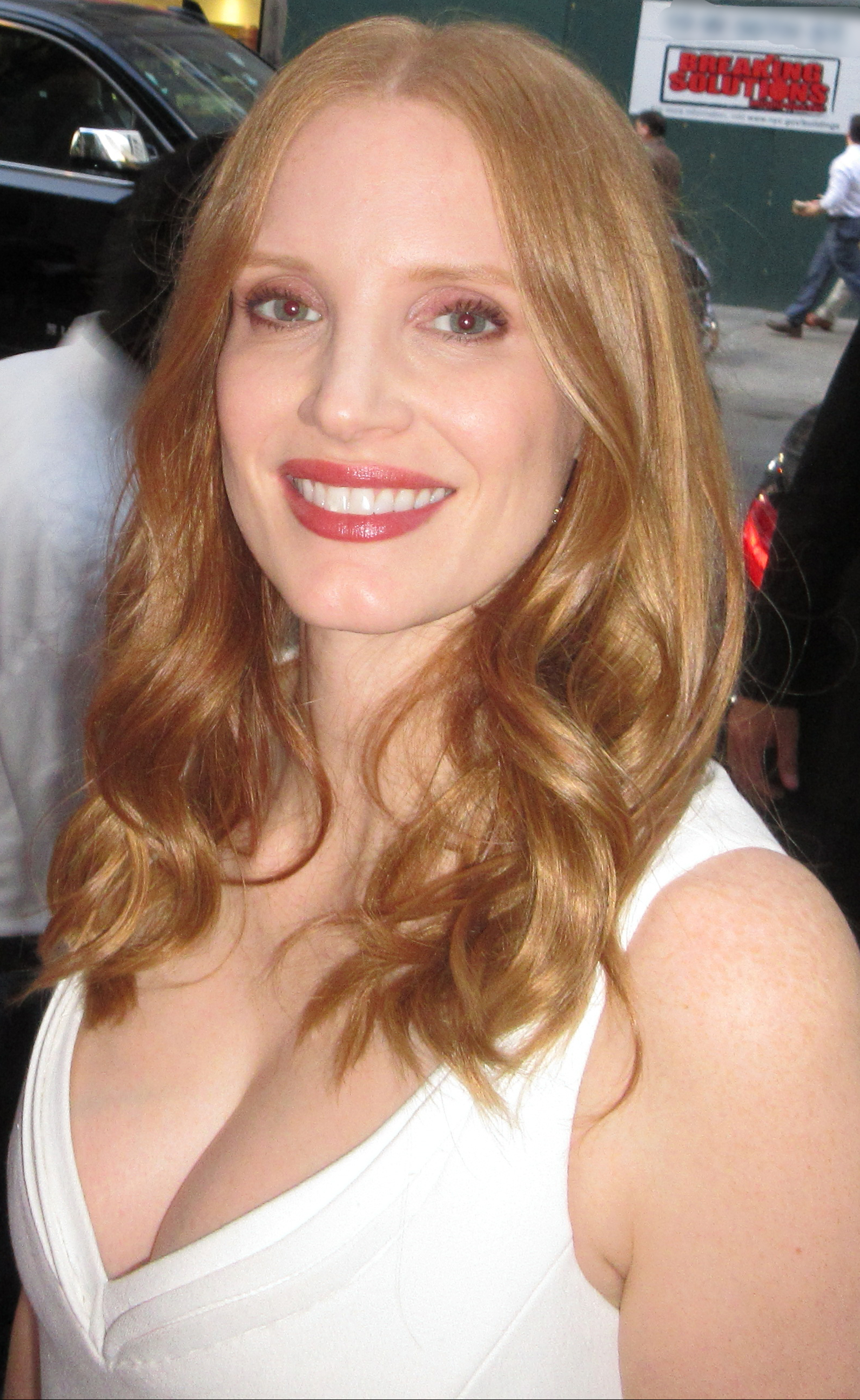
Jessica Chastain interprète Antonina Żabińska
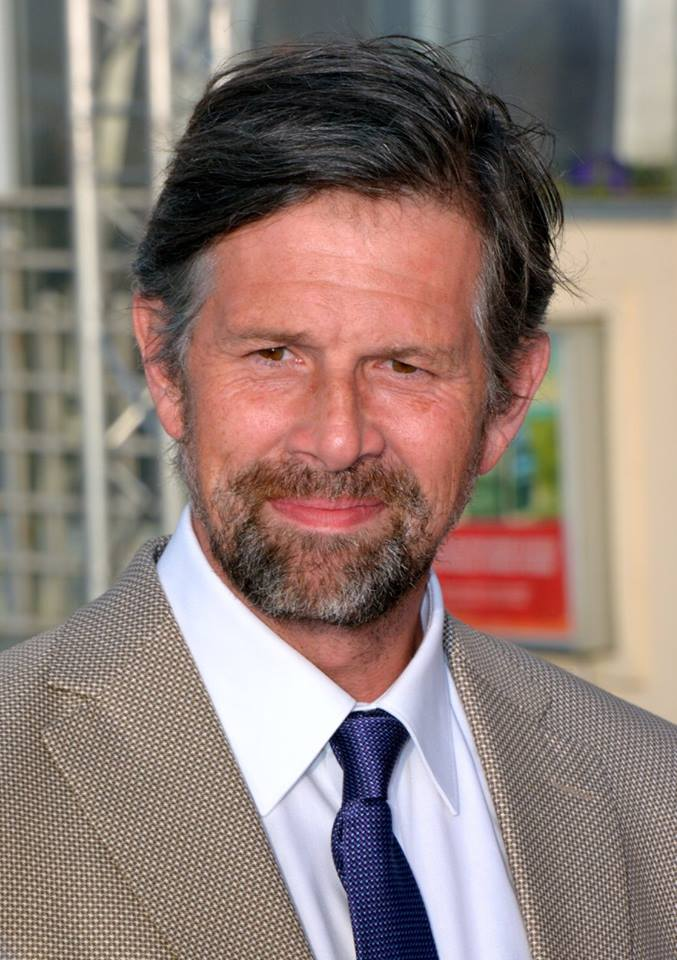
Johan Heldenbergh interprète Jan Żabiński
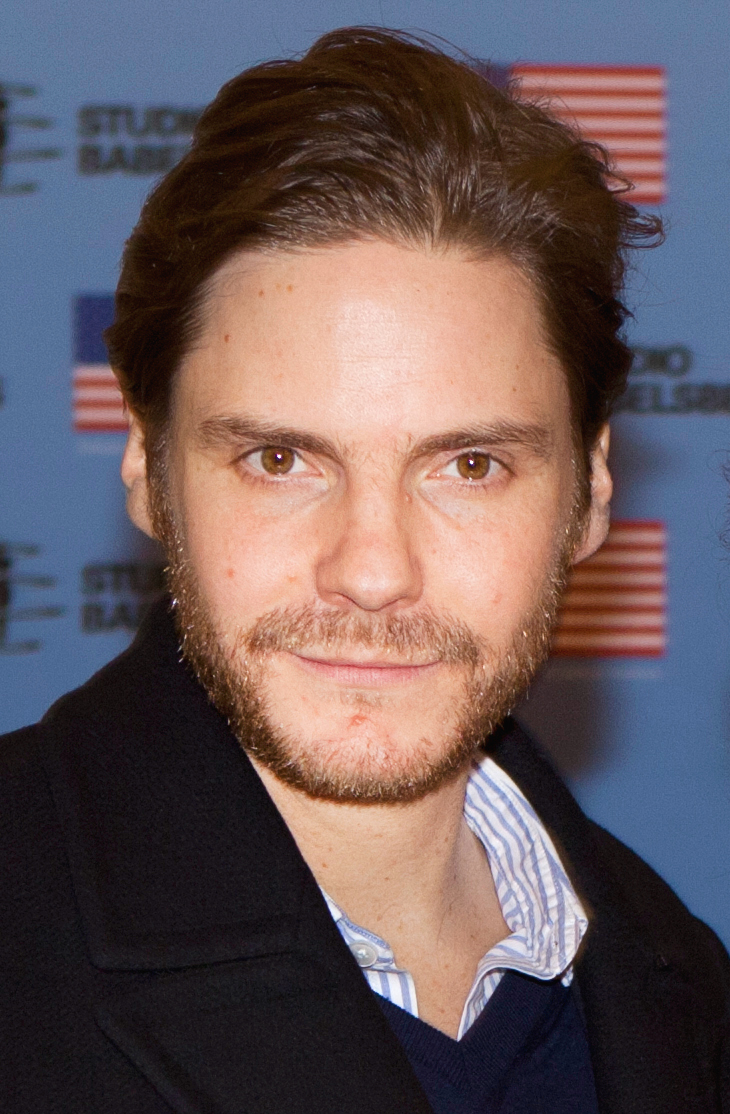
Daniel Brühl interprète Lutz Heck

 Source et légende : version française (VF) sur RS Doublage et DVD Zone 2
 Source et légende : version québécoise (VQ) sur Doublage.qc.ca

## Production
En septembre 2010, il est annoncé qu'Angela Workman signe l'adaptation cinématographique de The Zookeeper's Wife, livre non fictionnel de Diane Ackerman. Le 30 avril 2013, Jessica Chastain est attachée à jouer le rôle principal féminin du long-métrage, Antonina Żabińska, tandis que Niki Caro a signé pour le diriger. Le 24 août 2015, Focus Features acquiert les droits sur le film aux États-Unis, tandis que Daniel Brühl et Johan Heldenbergh ont signé pour jouer dans le film.
Le tournage du long-métrage débute avec les animaux le 9 septembre 2015, suivi par les acteurs le 29 septembre 2015 à Prague (République Tchèque),. Le tournage du film se termine le 29 novembre 2015.

## Accueil

### Box-office
| Pays ou région    | Box-office   | Date d'arrêt du box-office | Nombre de semaines |
| ----------------- | ------------ | -------------------------- | ------------------ |
| États-Unis Canada | 17 571 660 $ | 22 juin 2017               | 11                 |
| Mondial           | 26 152 835 $ | —                          | —                  |

Distribué dans 541 salles aux États-Unis, La Femme du gardien de zoo signe un démarrage remarqué malgré une diffusion limitée avec plus de 3 300 000 $ de recettes lors de son premier week-end à l'affiche, soit une moyenne de 6 191 $ par salle et une dixième place au box-office. Il s'agit d'un démarrage correct, voire un bon départ, bien que le film ait coûté 20 000 000 $. Lors de sa sortie nationale dans 806 salles la semaine suivante, le long-métrage engrange 2 684 185 $ pour son premier week-end à l'affiche dans une sortie large, soit 3 330 $ par salle et une onzième place au box-office, portant le total de son exploitation à 7 398 710 $. Le site Indiewire le classe à la dix-septième place des vingt meilleures recettes pour un film indépendant en 2017. Finalement, le film a rapporté 17 571 660 $ de recettes au box-office américain et 8 556 305 $ de recettes mondiales, portant le total à 26 127 965 $, ce qui n'est pas un véritable succès commercial au vu de son budget estimé à 20 millions,.
Le film est resté le film de guerre le plus vendu au cours des trois premiers mois de sa sortie DVD et streaming.

### Exploitation ultérieure
La Femme du gardien de zoo n'a pas connu de distribution dans les salles françaises, malgré une présentation au festival de Deauville en septembre 2017, et n'a connu qu'une sortie en DVD et Blu-ray le 21 novembre 2017.
Le film est diffusé pour la première fois en clair en France le 22 mai 2018 sur 6ter, six mois après sa sortie directement en vidéo, et totalise 473 000 téléspectateurs, soit 2,2 % de part de marché. Il est également proposé par Netflix en 2023. Rediffusé sur Arte le 29 mars 2024, le film se hisse à la cinquième place des audiences en première partie de soirée avec 884 000 téléspectateurs et 4,8 % de part de marché et 1,0% des FRDA-50,.

### Accueil critique
Le film obtient un accueil critique mitigé, obtenant 64 % de taux d'approbation sur le site Rotten Tomatoes, pour 181 critiques collectées et une moyenne de 6,2/10, tandis qu'il obtient un score de 57/100 sur le site Metacritic, basé sur 36 critiques collectées. Dans son consensus, Rotten Tomatoes note que le film « a de nobles intentions, mais n'est finalement pas en mesure d'apporter son histoire fondée sur des faits avec autant d'impact qu'elle le mérite ».
Katie Erbland de Indiewire inscrit La Femme du gardien de zoo sur sa liste des meilleurs films indépendants de l'année, notant que « le drame basé sur des faits réels de Niki Caro brise les cœurs au plus haut niveau, ancré par une performance discrète de Jessica Chastain et une série de rebondissements dramatiques qui va arracher des larmes même au plus dur des cœurs ». Mick La Salle du San Francisco Chronicle lui donne une note de cinq étoiles, écrivant que le film « nous attrape dès les premières secondes » et qu'il « atteint sa grandeur non par la description de grands mouvements, mais par son attention aux changements et aux scintillements de l'âme », ajoutant que « la guerre était un grand événement extérieur, mais Caro nous rappelle qu'elle a été expérimentée en interne, par les gens et les animaux qui ont dû essayer de vivre à travers elle ».
Kenneth Turan du Los Angeles Times affirme que « Niki Caro et Jessica Chastain créent une Femme de gardien de zoo émotionnellement satisfaisante ». L'Associated Press dit que le film « raconte une histoire captivante qui est à la fois inspirante et bienvenue en cette période d'incertitude que même face à un mal étonnant, l'humanité et la bonté peuvent également se lever pour l'occasion ». Jacob Soll de The New Republic a annoncé le film comme le « premier film féministe sur l'Holocauste ».
Dans une critique négative, Peter Debruge de Variety écrit qu'« Il n'y a pas moyen de le dire avec délicatesse, La Femme du gardien de zoo a le défaut rédhibitoire de rendre son drame humain moins intéressant que ce qui arrive aux animaux - et pour un sujet aussi préjudiciable à notre espèce que l'Holocauste, ce n'est pas un petit défaut. ». En revanche, Kristopher Tapley également de Variety écrit que le « film mérite d'être examiné comme candidat aux Oscars ». Stephen Holden du New York Times le qualifie comme « La Liste de Schindler avec des animaux de compagnie », écrivant qu'il était « si timide et aseptisé qu'il se sent presque en sécurité pour les enfants ».
Les critiques polonais ont exprimé une forte réaction positive au film, en parlant de leur histoire. The Krakow Post a déclaré qu'« au niveau universel (le film) est une prière pour la santé mentale et les valeurs civilisées de charité, d'empathie et d'humanité qui à tout moment se trouvent menacées par la folie de masse, la haine et la barbarie dérivées de cette période la plus sombre de l'histoire récente qui ne peut jamais être inopportune. ».
Le long-métrage est globalement bien reçu par le public, obtenant 76 % d'avis favorables sur Rotten Tomatoes, pour plus de 10 000 notes et une moyenne de 3,8/5 et un score de 7/10 sur Metacritic, pour 83 critiques. Il obtient une note de 7/10 sur le site IMDb pour plus de 43 000 votes et une note de 4/5 sur le site AlloCiné, pour 772 notes dont 45 critiques.

## Distinctions

### Récompenses
- Heartland Films 2017 : Truly Moving Picture Award
- Seattle Jewish Film Festival 2017 : Audience Choice Award - Best Narrative Feature

### Nominations
- Political Film Society 2017 : PFS Award - Human Rights pour Niki Caro